# HSC Csíkszereda
Ne doit pas être confondu avec le HC Csíkszereda
Le Hoki Sport Club Csíkszereda est un club de hockey sur glace de Miercurea-Ciuc (Csíkszereda), dans le Pays sicule en Roumanie. Il évolue dans deux championnats différents: la MOL Liga hongroise et le Championnat de Roumanie de hockey sur glace. Le HSC Csíkszereda est le club roumain le plus titré. Il est composé en très grande majorité de joueurs Sicules formés au club, issus de la communauté magyare de Roumanie. À sa création, le club s'appelait SC Miercurea Ciuc, mais en 2010 avec l'aide du maire, la décision a été prise d'utiliser officiellement le nom hongrois à tous les niveaux.

## Historique
La ville de Miercurea-Ciuc (en hongrois : Csíkszereda) est située dans la région la plus froide de Roumanie, elle offre donc un cadre parfait pour la pratique des sports d'hiver. La première association de patinage a été créée en 1881 sous le nom de Csíkszeredai Korcsolyázó Egylet (Association de Patinage de Csíkszereda). La ville faisait alors partie du Royaume de Hongrie.
Le club sportif a quant à lui été créé en 1929. Dans le cinéma de la ville, un match de hockey sur glace a été montré au public dans lequel un certain nombre de jeunes, dont Lajos Vákár futur icône du club. Ces hommes se sont alors dit « nous aussi, nous pouvons faire cela ». Ils ont donc progressivement acquit du matériel et ont joué leur premier match officiel contre le Tenis Club de Bucarest le 6 janvier 1929. Les joueurs de la capitale se sont imposés 4-0 sous l'impulsion du joueur professionnel évoluant en Suisse, Bâzu Cantacuzino. Deux ans plus tard, le 24-25 janvier 1931 une revanche a été organisée entre les deux équipes. Le premier match a de nouveau été perdu 4-0 par les Sicules, mais le lendemain, les deux équipes se sont quittées sur un score nul de 1-1. C'est Jenő Császár qui a marqué le tout premier but de l'histoire du club. C'est par ailleurs le premier but de hockey sur glace qui a été photographié en Roumanie.
C'est en 1933 que l'équipe a intégré la première division roumaine, mais à cause de problèmes financiers, de manque d'infrastructures et du départ des joueurs les plus talentueux dans les clubs rivaux, elle n'a pas réussi à concurrencer les clubs de Bucarest. En 1940, à la suite des arbitrages de Vienne, la ville est redevenue hongroise et a intégré le championnat magyar. La patinoire a été modernisée et accueillie les matchs de la saison 1943-1944. En 1947, le Traité de Paris a redonné la Transylvanie du nord à la Roumanie, par conséquent, Csíkszereda est devenue à nouveau une ville roumaine.

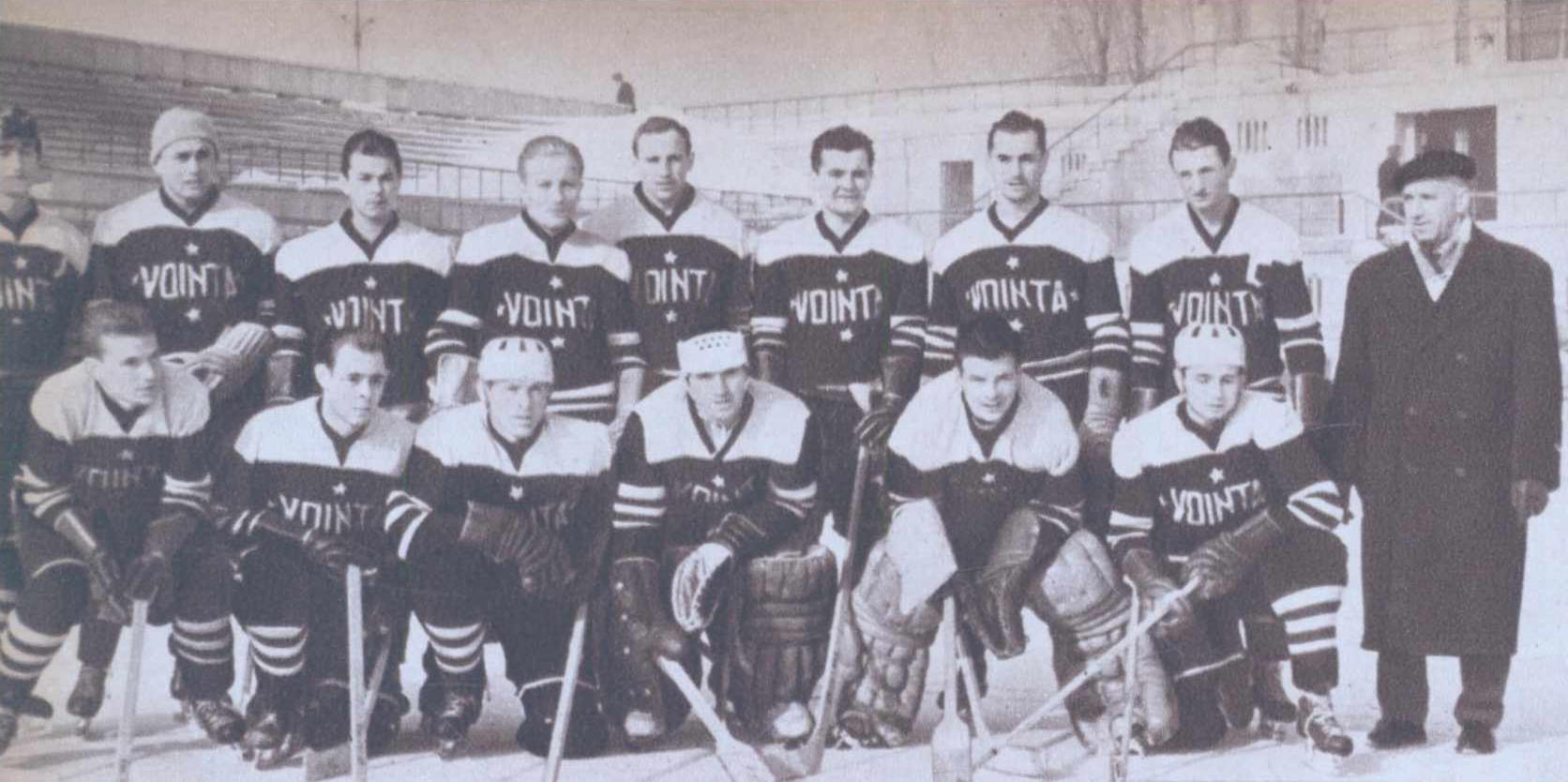
Voința Miercurea Ciuc (1963)

Le club a connu son premier titre en 1949, suivi de quatre autres jusqu'en 1963. En 1971, la nouvelle patinoire a été inaugurée, mais le club a eu du mal à retrouver les sommets. C'est en 1997 que le HSC a de nouveau été sacré champion de Roumanie. En 1999, la patinoire a été renommée en l'honneur du fondateur du club, Lajos Vákár.
Les années 2000 sont synonymes de la suprématie du HSC en Roumanie. L'équipe nationale de Roumanie est à très grande majorité composée des joueurs du club sicule. En 2006, une équipe non officielle du Pays sicule basée sur les joueurs d'ethnie hongroise du HSC Csíkszereda a joué un match de charité contre l'équipe de Hongrie. La sélection du Székelyföld a remporté une surprenante victoire 8-7 à Gheorgheni (Gyergyószentmiklós). C'est d'ailleurs depuis cette année que le club joue parallèlement dans la MOL Liga, le championnat hongrois.
En 2010, avec l'aide de Róbert Ráduly, le maire de Csíkszereda amoureux du hockey sur glace, le club a obtenu le droit de changer officiellement son nom de SC Miercurea Ciuc en HSC Csíkszereda. La Fédération Roumaine et Internationale de hockey sur glace ont chacune accepté le changement. Cependant, dans les médias roumains, le nom hongrois n'est pas utilisé partout.

## Noms précédents
- SC Miercurea Ciuc (1929–1945)
- Avîntul IPEIL Miercurea Ciuc (1945–1957)
- Recolta Miercurea Ciuc (1957–1960)
- Voința Miercurea Ciuc (1960–1973)
- SC Miercurea Ciuc (1973−2010)
- HSC Csíkszereda (depuis 2010)

## Équipe

### Effectif 2012/2013
| Gardiens de but - 25 Gellért Ruczuj - 35 Róbert Fülöp - 36 Stanislav Kozuch Défenseurs - 05 József Adorján - 12 Huba-Ferenc Bors - 13 Attila Góga - 15 Botond Flinta - 18 Endre Kósa - 33 Szabolcs-Tibor Papp - 74 Szabolcs Molnár - 88 István Nagy | Attaquants - 07 Zsolt Molnár - 17 Tamás Farkas - 18 Zoltán Pál - 20 Tihamér Becze - 21 Ede Mihály - 22 Levente Péter - 23 Ervin Moldován - 24 Zsombor Molnár - 24 Csanád Okos - 27 Szabolcs Szőcs - 27 Alpár Salló - 28 Dániel Tranca - 31 Václav Novák - 38 Lubomir Hurtaj - 67 Attila Bálint - 71 Ottó Attila Bíró - 91 Tamás Áron Bíró |

### Staff technique
- Entraîneur-chef : Sándor Gál
- Entraîneurs adjoints : Levente Hozó, Előd Antal Ifj.
- Médecin : István László Bachner
- Kinésithérapeute : László Nagy
- Manager : Zoltán Nagy

## Palmarès
- Liga Națională :
  - Vainqueur (17) : 1949, 1952, 1957, 1960, 1963, 1997, 2000, 2004, 2007, 2008, 2009, 2010, 2011, 2012, 2013, 2018, 2022
- Cupa României :
  - Vainqueur (16) : 1950, 1952, 1995, 2001, 2003, 2006, 2007, 2009, 2010, 2011, 2014, 2016, 2018, 2019, 2020, 2022
- Ligue de Pannonie :
  - Vainqueur (1) : 2004
- Erste Liga :
  - Vainqueur (4) : 2011, 2020, 2021, 2022

## Patinoire

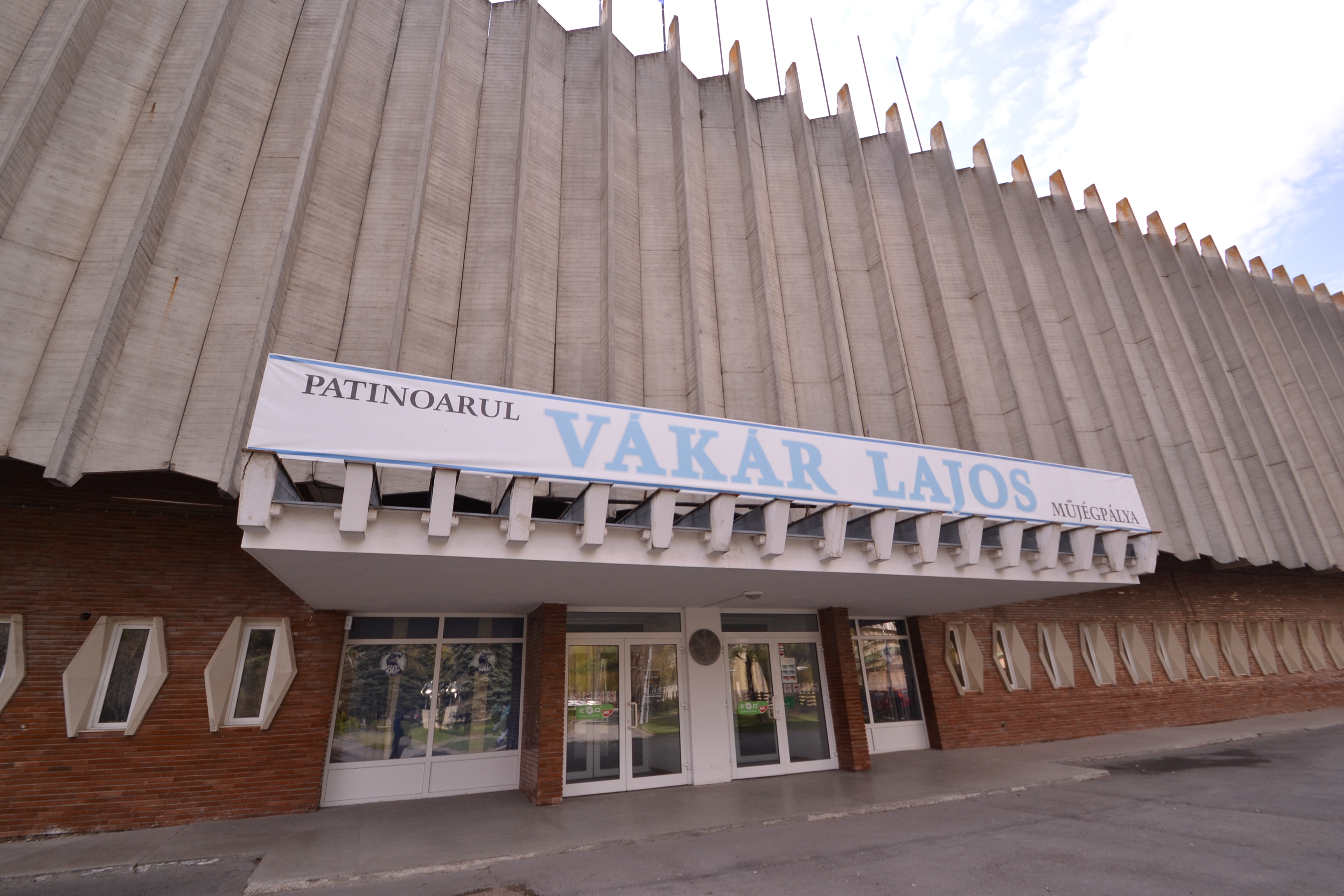
Le Vákár Lajos Műjégpálya.

Le Vákár Lajos Műjégpálya est la patinoire du club, elle dispose de 4 000 places assises.